# Marija Alexandrovna Fortusová
Marija Alexandrovna Fortusová (rusky Мария Александровна Фортус; ? 1900 Cherson – ? 1981 Moskva) byla sovětská zpravodajská důstojnice, partyzánka, účastnice tří válek.
Narodila se v židovské rodině, otec byl bankovní úředník. V mládí pracovala jako švadlena v dílně, v šestnácti letech vstoupila do strany Eserů, po revoluci vstoupila do bolševické strany a pracovala v chersonské Čece.

## Ocenění
- Leninův řád
- Řád rudého praporu

## Dílo
- Zápisky rozvědčice. Překlad Radka Hříbková. 1. vyd. Praha: Naše vojsko, 1980. 310 s. Kniha z faktografického hlediska velice sporná, plná obtížně ověřitelných tvrzení, obsahuje mimo jiné patrně jediný popis hledání podzemní továrny Richard ležící nedaleko Litoměřic a informace o podzemní továrně Albis na výrobu leteckých vrtulí v prostorách bývalého Labskozámeckého pivovaru.[1][2] Přes všechny nedostatky je důležitým dokumentem záhadologů, kteří se zabývají zázračnými zbraněmi Třetí říše.